# Константинопольський мирний договір (1700)
Константино́польський до́говір — мирна угода укладена 3 (14) липня 1700 між Московським царством і Османською імперією в Константинополі. Підсумок московсько-османської війни 1686-1700 років. Складався з преамбули, 14 статей та заключних положень. Закріпив за Московським царством фортецю Азов, здобуту в ході Азовських походів. Дав змогу московському царю Петру I вступити у Велику Північну війну, заручившись нейтралітетом Османської імперії. Був чинним до листопада 1710 року, коли спалахнула нова московсько-османська війна. 

## Зміст
- Уклад
- Московське царство отримувало Азов з прилеглою територією і побудованими фортецями (Таганрог, Павловськ, Міус)
- Московське царство звільнялося від щорічної виплати данини (поминки) кримському хану.
- Османська імперія отримувала частину подніпровських земель, зобов'язавшися зруйнувати там усі укріплення.
- Прикордонна смуга мала бути демілітаризованою. При цьому сторони зобов'язувалися запобігати збройним нападам на землі одна одної. Насамперед це стосувалося українських козаків, з якими османській стороні дозволялося у разі їх нападу вести війну.
- Османська імперія повинна була звільнити московських полонених.